# Клер Бут Люс
Клер Бут Люс (англ. Clare Boothe Luce; (10 березня 1903 або 10 квітня 1903 , Нью-Йорк, Нью-Йорк  — 9 жовтня 1987 , Вашингтон )) — американський драматург, редакторка, журналістка, посол, світська особа та конгресмен США, що представляла штат Коннектикут.
Нагороджена Президентською медаллю Свободи (1983) та Нагородою Сільвануса Тайєра (1979).

## Життєпис
Клер Бут Люс народилася 1903 року під ім'ям Енн Бут у Нью-Йорку, друга дитина танцівниці Анни Клари Шнайдер (вона ж Шнайдер, вона ж Енн Бут) та Вільяма Франкліна Бут. Її батько, скрипаль та продавець готових ліків, що відпускаються без рецепта лікаря, прищепив доньці любов до музики та літератури. Частину свого дитинства він провів у Чикаго, штат Іллінойс; Мемфісі, штат Теннесі, Юніон-Сіті в штаті Нью-Джерсі і Нью-Йорку, штат Нью-Йорк. У неї був старший брат, Девід Франклін. Неодружені батьки Клер розійшлися 1912 року.
Бут закінчила школу в місті Таррітаун у Нью-Йорку в 1919 році. Її початковою метою було стати акторкою. Бут зацікавилася рухом за жіноче виборче право.
Бут вийшла заміж за Джорджа Туттл Брокау, спадкоємця магазинів одягу в Нью-Йорку, 10 серпня 1923 року в 20-літньому віці. У шлюбі народилося донька Енн Клер Брокау (25 квітня 1924 — 11 січня 1944). За словами Бут, Брокау був алкоголіком, і шлюб закінчився розлученням у 1929 році. Через шість років 23 листопада 1935 року Бут вийшла заміж за Генрі Люса, багатого і впливового видавця Тайм, Fortune та Лайфу.
11 січня 1944 року, донька Люс Енн Клер Брокау, будучи третьокурсницею в Стенфордському університеті, загинула в автомобільній катастрофі. В результаті цієї трагедії Люс стала вивчати психотерапію та релігії, приєднавшись до Римо-католицької церкви в 1946 році, зрештою ставши Дамою Мальтійського ордена.

### Політична кар'єра

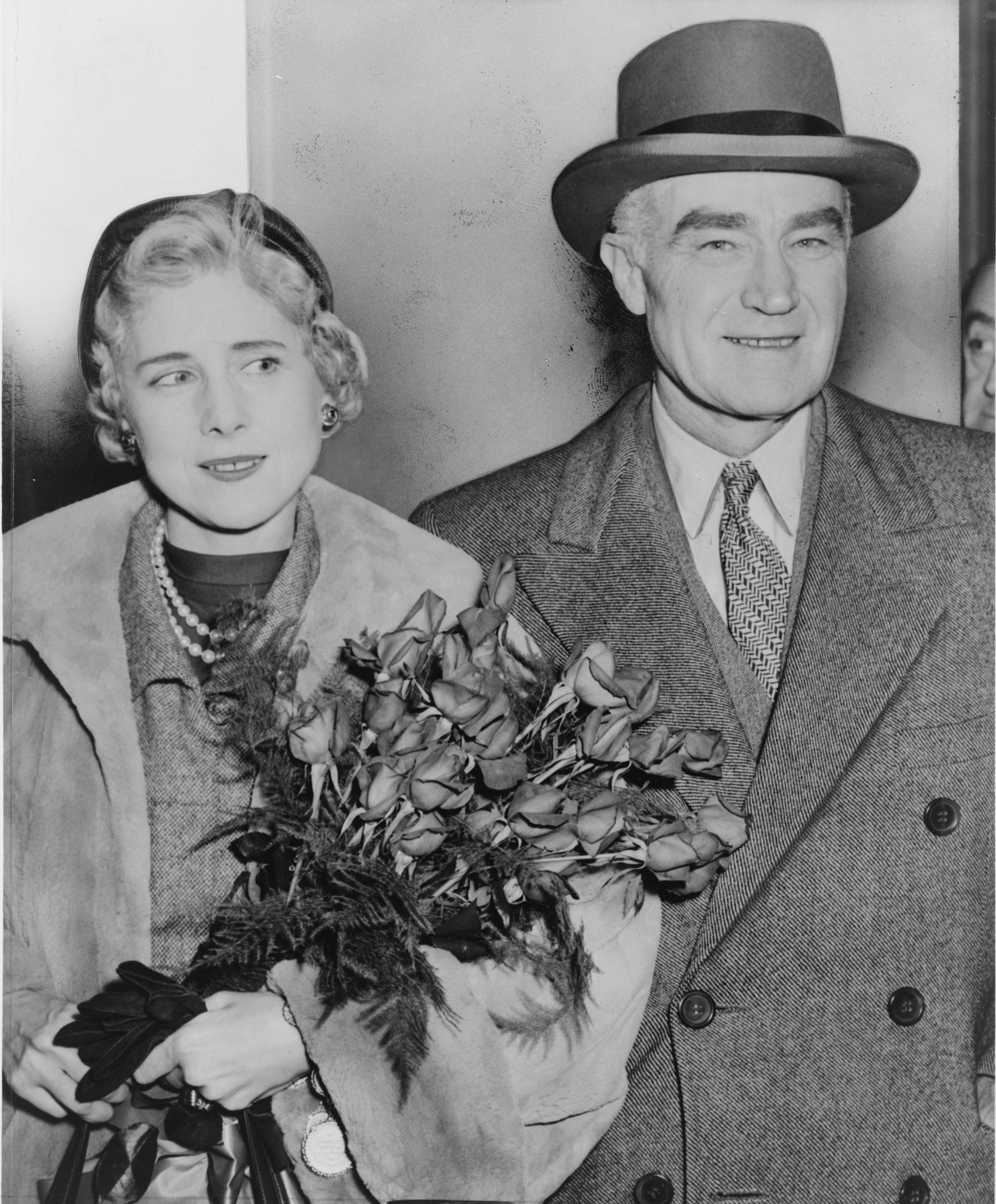
Люс зі своїм чоловіком Генрі (1954)

У 1943—1947 роках обиралася членом Палати представників США від штату Коннектикут.
Люс у 1944 році, будучи конгресменом, відіграла важливу роль у створенні Комісії з атомної енергії та почала боротьбу зі зростаючою загрозою міжнародного комунізму. У 1946 році вона була співавтором Закону Люс-Селлера, який дозволив індійським та філіппінським іммігрантам отримати громадянство в США, кількість яких раніше була обмежена квотою до 100 іммігрантів на рік через їх колір шкіри. У 1953—1956 роках посол США в Італії. 1981 року президент США Рональд Рейган нагородив її Президентською медаллю Свободи.

### Смерть
Клер Люс померла від раку мозку 9 жовтня 1987 року на 85-му році життя, в її квартирі на Вотергейт у Вашингтоні.

## Спадщина
З моменту своїх перших грантів у 1989 році Програма Клер Бут Люс стала найбільшим джерелом приватної підтримки жінок у галузі науки, математики та інженерії. Організація стверджує, що виділяє гранти більш ніж на $120 млн на підтримку близько 1550 жінок. Гранти надаються коледжам та університетам, а не безпосередньо фізичним особам.

## Інститут політики Клер Бут Люс
Інститут політики Клер Бут Люс був заснований в 1993 Мішелью Істон. Некомерційний НДІ націлений на підтримку консервативних ідей у американських жінок за допомогою, схожих з ідеями покійної Клер Бут Люс у сфері зовнішньої та внутрішньої політики.

## Премія Клер Бут Люс від Фонду спадщини
Премія Клер Люс Бут, заснована в 1991 році на згадку про Люс, є найвищою нагородою Heritage Foundation за видатний внесок у консервативний рух. Відомими лауреатами є Рональд Рейган, Маргарет Тетчер та Вільям Ф. Баклі молодший.

## Публікації

### П'єси
- 1935 Залишайся зі мною
- 1936 Жінки
- 1938 Kiss the Boys Goodbye
- 1939 Допустима помилка
- 1951 Дитина ранку
- 1970 Slam the Door Softly

### Екранні історії
- 1949 Приходьте до стайні

### Книги
- 1931 Stuffed Shirts
- 1940 Європа навесні
- 1952 Saints for Now (редактор)